# Honda Dualnote
El Honda Dualnote (También conocido como Acura DN-X) es un Concept Car, basado en el Honda NSX pero de menor tamaño y mayor capacidad de pasajeros, de Automóvil deportivo híbrido que se presentó en el Salón del Automóvil de Tokio en Japón en 2001.
El Dualnote estaba equipado con un motor V6 de 3,500cc DOHC i-VTEC con el sistema híbrido eléctrico IMA (Integrated Motor Assist), un refinamiento del sistema del Civic Hybrid. El motor central impulsa sobre la tracción trasera e híbrida a las 4 ruedas motrices. Este motor produce una potencia de 400 CV sin dejar de ser un vehículo eficiente en cuanto a consumo y emisiones. Honda aseguró que el vehículo sería capaz de realizar un consumo de 18 km/L (51 mpg-imp; 42 mpg-US) (5.6 L/100 km).
Respecto al interior, la cabina es monocasco y en su consola central lleva un sistema de navegación para indicar las ramas en el camino por delante, y la visión nocturna, que utiliza una cámara de infrarrojos para detectar peatones. La imagen se procesa y presenta al conductor.
En 2002 en el North American International Auto Show, se exhibió el Concept Car del mismo modelo sobre la plataforma  "Acura DN-X ". Además, ha aparecido en videojuegos como Gran Turismo Concept 2001 TOKIO, Gran Turismo 4, Gran Turismo PSP y Gran Turismo 5, incluso la versión DN-X Acura en el Gran Turismo PSP y el Gran Turismo 5.